# Alonso Flores
Alonso Flores o Flórez (segunda mitad del siglo XV), historiador castellano del Prerrenacimiento.

## Biografía
Fue vecino de Salamanca y familiar del Duque de Alba, tal vez el Alonso Flores que en Salamanca aparece firmando como testigo en varios documentos suscritos por diversos caballeros pertenecientes al bando de Santo Tomé o, como creen otros, el Juan de Flores escritor de la misma época, que fue cronista real e hijo de Fernando Alonso Flores, lo que pudo dar motivo a la confusión; pero la verdad es que el apellido era muy común en Salamanca por esa época y hasta hubo un Juan de Flores que fue rector de la Universidad de Salamanca por esa época.
El caso es que se le pretende autor de una Crónica de los Reyes Católicos (1477) que quedó incompleta, ya que así la muestra el único códice que la ha transmitido, perteneciente a la Biblioteca de la Real Academia de la Historia en Madrid. La atribución se debe a una anotación manuscrita que traen las guardas de dicho códice, con letra del siglo XVII o posterior, que cita un pasaje del prólogo a su Memorial o Anales breves del Reinado de los Reyes Católicos Lorenzo Galíndez de Carvajal en que habla de los cronistas que escribieron la historia de los Reyes Católicos y lo señala como el tercero. Quedó manuscrita e inédita hasta que Julio Puyol la imprimió en 1934 anónima con el título de Crónica incompleta de los Reyes Católicos (1469-1476). Sus primeros capítulos tratan el turbulento reinado de Enrique IV; después expone las guerras del rey Fernando contra Alfonso V, rey de Portugal, en las ciudades de Zamora y Toro; como los historiadores clásicos grecolatinos, suele poner discursos en boca de los principales actores de su historia; el historiador muestra que no era un cortesano próximo a los Reyes porque se le observa afán de objetividad; describe los hechos rápidamente hasta que la muerte del infante Alfonso situó a su hermana Isabel en el primer plano político, y desde ese momento los hechos se describen con mayor minuciosidad, ya que es su figura la que centra la Crónica, que concluye bruscamente con los hechos acaecidos a comienzos de 1477. El texto muestra varias lagunas en los acontecimientos que transcurrieron durante los años 1471 y 1472 y los meses iniciales de 1473, quizá porque se sacó de un borrador o el material estaba desordenado cuando se transcribió o le faltaban páginas.
La Crónica es importante porque acoge hechos que los demás historiadores no tocaron o pasaron interesadamente por alto, así como por su pretendida objetividad y porque el autor muestra ser testigo presencial de muchos hechos de guerra; sin embargo, es cierto que ensalza a la reina Isabel por encima de su marido y denigra a Juana la Beltraneja.